# Policjant (film 2011)
Policjant (hebr. השוטר) – izraelski dramat filmowy z 2011 roku w reżyserii Nadava Lapida.
Film miał swoją premierę 9 lipca 2011 podczas Jerozolimskiego Festiwalu Filmowego. W Polsce został zaprezentowany 10 października 2011 podczas WMFF.

## Fabuła
W filmie zostaje przedstawione izraelskie społeczeństwo ze swoimi wewnętrznymi podziałami. Na obraz składają się dwie historie: policjanta antyterrorysty i dziewczyny, która odrzuca miłość chłopaka, gdyż zakochuje się w innym.

## Obsada
W filmie wystąpili, m.in.:	
- Yiftach Klein jako Yaron
- Yaara Pelzig jako Shira
- Michael Moszonow jako Oded
- Menashe Noy jako Michael
- Michael Aloni jako Nathanael
- Ben Adam jako Yotam
- Meital Berdah jako Nili
- Gal Hoyberger jako Ariel
- Rona-Lee Shim'on jako Hila
- Shaul Mizrahi jako ojciec Hilii

## Nagrody i nominacje (wybrane)
Nagrody Izraelskiej Akademii Filmowej 2011
- Najlepszy film (nominacja)[5]
- Najlepsza aktor pierwszoplanowy – Yiftach Klein (nominacja)
- Najlepszy scenogriusz – Nadav Lapid (nominacja)
- Najlepsze zdjęcia – Shai Goldman (nominacja)
- Najlepszy montaż – Era Lapid (nominacja)
- Najlepszy dźwięk – Michael Goorevich, Aviv Aldema, Israel David (nominacja)
- Najlepszy reżyser – Nadav Lapid (nominacja)

Jerozolimski Festiwal Filmowy 2011
- Najlepszy scenariusz The Gottlieb Award for Best Screenplay – Nadav Lapid
- Najlepszy film fabularny Van Leer Group Foundation Award – Nadav Lapid (reżyser nagrody nie przyjął)
- Najlepsze zdjęcia Van Leer Group Foundation Award – Shai Goldman
- Najlepszy izraelski film fabularny – Nadav Lapid (nominacja)

Warszawski Międzynarodowy Festiwal Filmowy 2011
- Grand Prix – Nadav Lapid (nominacja)